# Ostrá Lúka
Ostrá Lúka es un municipio del distrito de Zvolen en la región de Banská Bystrica, Eslovaquia, con una población estimada a final del año 2024 de 333 habitantes.
Se encuentra ubicado en el centro-oeste de la región, en los montes Centrales Eslovacos y la cuenca hidrográfica del río Hron —un afluente izquierdo del Danubio— y cerca de la frontera con la región de Nitra.

## Demografía
| Año        | 1994 | 2004    | 2014     | 2024    |
| ---------- | ---- | ------- | -------- | ------- |
| Población  | 244  | 268     | 306      | 333     |
| Diferencia |      | +9,83 % | +14,17 % | +8,82 % |

| Año        | 2023 | 2024 |
| ---------- | ---- | ---- |
| Población  | 333  | 333  |
| Diferencia |      | +0 % |